# ماسه‌واش
ماسه‌واش (نام علمی: Athysanus pusillus) نام یک گونه از خانواده شب‌بویان است.